# 截面模量
截面模量，在设计梁、抗弯构件的固体力学与结构工程学中，是给定横截面的一个几何性质。其他几何性质包括：受拉、受剪面积，回转半径，计算刚度所用的截面二次轴矩与极矩。讨论的截面形状很大程度上决定了这些性质之间的关系。又称剖面模数、断面模量。截面模量有弹性与塑性两种：
- 弹性截面模量：用于计算弹性限度内横截面对弯曲的抗性，其中应力与应变成比例。

- 塑性截面模量：用于计算屈服在整个截面上已经发生之后，截面抵抗弯曲的能力。比弹性截面模量大，可以判定塑性（全力矩）强度，反映截面在弹性限度之外的强度。[1]

注意：弹性、塑性二者皆与面积矩不同。它用来判定剪切力的分布方式。